# Liste des églises de la Martinique
Cette liste des églises de la Martinique recense les églises de la Martinique, région et département d'outre-mer français dans l'archipel des Caraïbes.
Toutes sont situées dans l'archidiocèse de Saint-Pierre et Fort-de-France.

## Statistiques

### Nombres
La Martinique compte 47 paroisses (pour 34 communes).

## Classement
Le classement ci-après se fait par commune selon l'ordre alphabétique.
Il est fait état des diverses protections dont elles peuvent bénéficier, et notamment les inscriptions et classements au titre des monuments historiques.

## Liste

### Église catholique
La liste suivante recense les églises catholiques de la Martinique, en incluant les chapelles et les cathédrales. 
| Église                                                                 | Commune           | Adresse          | Coordonnées                         | Notice         | Protection                                                                             | Date | Illustration                                                           |
| ---------------------------------------------------------------------- | ----------------- | ---------------- | ----------------------------------- | -------------- | -------------------------------------------------------------------------------------- | ---- | ---------------------------------------------------------------------- |
| Église Saint-Jean-Baptiste de Basse-Pointe                             | Basse-Pointe      |                  | 14° 52′ 08″ nord, 61° 06′ 53″ ouest | « IA97201211 » |                                                                                        |      | Image manquante Téléverser                                             |
| Chapelle de Hackaert                                                   | Basse-Pointe      |                  | à géolocaliser                      |                |                                                                                        |      | Image manquante Téléverser                                             |
| Église Saint-Pierre-aux-Liens de Bellefontaine                         | Bellefontaine     |                  | 14° 40′ 33″ nord, 61° 09′ 49″ ouest | « IA97202062 » |                                                                                        |      | Image manquante Téléverser                                             |
| Église Notre-Dame-de-l'Assomption-et-Saint-Joseph de Case-Pilote       | Case-Pilote       |                  | 14° 38′ 36″ nord, 61° 08′ 18″ ouest | « PA00105938 » | Classé MH                                                                              | 1979 | Église Notre-Dame-de-l'Assomption-et-Saint-Joseph de Case-Pilote       |
| Église Notre-Dame-de-la-Nativité de Ducos                              | Ducos             |                  | 14° 34′ 34″ nord, 60° 58′ 32″ ouest | « PA00105957 » | Classé MH                                                                              | 1989 | Église Notre-Dame-de-la-Nativité de Ducos                              |
| Chapelle des Trois-Ave de Baringthon                                   | Ducos             |                  | 14° 33′ 35″ nord, 60° 57′ 48″ ouest |                |                                                                                        |      | Image manquante Téléverser                                             |
| Église Saint-Denis de Fonds-Saint-Denis                                | Fonds-Saint-Denis |                  | 14° 44′ 18″ nord, 61° 07′ 54″ ouest | « IA97200106 » |                                                                                        |      | Image manquante Téléverser                                             |
| Cathédrale Saint-Louis de Fort-de-France                               | Fort-de-France    |                  | 14° 36′ 15″ nord, 61° 04′ 12″ ouest | « PA00105958 » | Classé MH                                                                              | 1990 | Cathédrale Saint-Louis de Fort-de-France                               |
| Église Notre-Dame-du-Rosaire de Fort-de-France                         | Fort-de-France    |                  | 14° 37′ 56″ nord, 61° 03′ 16″ ouest | « PA97200014 » | Inscrit MH                                                                             | 2009 | Image manquante Téléverser                                             |
| Église Sainte-Thérèse de Fort-de-France                                | Fort-de-France    |                  | 14° 36′ 29″ nord, 61° 03′ 33″ ouest | « PA97200023 » | Inscrit MH                                                                             | 2011 | Image manquante Téléverser                                             |
| Église Saint-Christophe de Fort-de-France                              | Fort-de-France    |                  | 14° 36′ 41″ nord, 61° 03′ 10″ ouest | « PA97200037 » | Inscrit MH                                                                             | 2015 | Image manquante Téléverser                                             |
| Église du Sacré-Cœur de Balata                                         | Fort-de-France    |                  | 14° 38′ 57″ nord, 61° 04′ 44″ ouest | « PA97200036 » | Inscrit MH                                                                             | 2015 | Église du Sacré-Cœur de Balata                                         |
| Église du Cœur-Immaculé-de-Marie de Bellevue                           | Fort-de-France    |                  | 14° 36′ 24″ nord, 61° 05′ 05″ ouest |                |                                                                                        |      | Image manquante Téléverser                                             |
| Église Emmaüs de ZI de la Jambette                                     | Fort-de-France    |                  | 14° 36′ 59″ nord, 61° 02′ 18″ ouest |                |                                                                                        |      | Image manquante Téléverser                                             |
| Église Saint-Antoine-de-Padoue de Terres Sainville                     | Fort-de-France    |                  | 14° 36′ 42″ nord, 61° 04′ 15″ ouest |                |                                                                                        |      | Église Saint-Antoine-de-Padoue de Terres Sainville                     |
| Chapelle de l'hôpital psychiatrique de Colson de Fort-de-France        | Fort-de-France    |                  | à géolocaliser                      |                |                                                                                        |      | Image manquante Téléverser                                             |
| Chapelle du Calvaire de Fort-de-France                                 | Fort-de-France    |                  | à géolocaliser                      |                |                                                                                        |      | Image manquante Téléverser                                             |
| Chapelle Chapelle du Fort et Morne Desaix                              | Fort-de-France    | Route de Redoute | à géolocaliser                      |                |                                                                                        |      | Image manquante Téléverser                                             |
| Chapelle Notre-Dame de la Médaille                                     | Fort-de-France    |                  | 14° 42′ 06″ nord, 61° 05′ 20″ ouest |                |                                                                                        |      | Image manquante Téléverser                                             |
| Église Sainte-Catherine de Grand'Rivière                               | Grand'Rivière     |                  | 14° 52′ 25″ nord, 61° 10′ 50″ ouest | « PA97200012 » | Inscrit MH                                                                             | 2009 | Église Sainte-Catherine de Grand'Rivière                               |
| Église Notre-Dame-de-la Visitation de Gros-Morne                       | Gros-Morne        |                  | 14° 42′ 38″ nord, 61° 00′ 10″ ouest | « PA97200043 » | Inscrit MH                                                                             | 2017 | Église Notre-Dame-de-la Visitation de Gros-Morne                       |
| Église de l'Immaculée-Conception de L'Ajoupa-Bouillon                  | L'Ajoupa-Bouillon |                  | 14° 49′ 32″ nord, 61° 06′ 50″ ouest | « PA00125549 » | Inscrit MH                                                                             | 1993 | Église de l'Immaculée-Conception de L'Ajoupa-Bouillon                  |
| Église Saint-François-de-Sales de Tartane                              | La Trinité        |                  | 14° 45′ 40″ nord, 60° 54′ 50″ ouest | « IA97202406 » |                                                                                        |      | Image manquante Téléverser                                             |
| Église de la Sainte-Trinité de La Trinité                              | La Trinité        |                  | 14° 44′ 24″ nord, 60° 57′ 51″ ouest | « IA97202337 » |                                                                                        |      | Image manquante Téléverser                                             |
| Église Saint-Jacques du Carbet                                         | Le Carbet         |                  | 14° 42′ 42″ nord, 61° 10′ 58″ ouest | « PA00105936 » | Classé MH                                                                              | 1978 | Église Saint-Jacques du Carbet                                         |
| Église Saint-Thomas du Diamant                                         | Le Diamant        |                  | 14° 28′ 48″ nord, 61° 01′ 34″ ouest | « PA00105939 » | Inscrit MH                                                                             | 1979 | Église Saint-Thomas du Diamant                                         |
| Chapelle de Taupinière                                                 | Le Diamant        |                  | à géolocaliser                      |                |                                                                                        |      | Image manquante Téléverser                                             |
| Église Saint-Michel du François                                        | Le François       |                  | 14° 36′ 53″ nord, 60° 54′ 11″ ouest |                |                                                                                        |      | Image manquante Téléverser                                             |
| Église Saint-Laurent du Lamentin                                       | Le Lamentin       |                  | 14° 36′ 57″ nord, 61° 00′ 08″ ouest | « PA00135668 » | Inscrit MH Vitraux dus au maître-verrier Dagrant et les encadrements de leurs fenêtres | 1995 | Église Saint-Laurent du Lamentin                                       |
| Église Saint-Hyacinthe du Lorrain                                      | Le Lorrain        |                  | 14° 49′ 59″ nord, 61° 03′ 22″ ouest | « PA00135670 » | Inscrit MH                                                                             | 1995 | Église Saint-Hyacinthe du Lorrain                                      |
| Église Saint-Pierre du Marigot                                         | Le Marigot        |                  | 14° 49′ 18″ nord, 61° 01′ 52″ ouest |                |                                                                                        |      | Image manquante Téléverser                                             |
| Église Saint-Étienne du Marin                                          | Le Marin          |                  | 14° 28′ 12″ nord, 60° 52′ 20″ ouest | « PA00105945 » | Classé MH                                                                              | 2012 | Église Saint-Étienne du Marin                                          |
| Chapelle Notre-Dame-des-Marins de Domaine du Grand Macabou             | Le Marin          |                  | à géolocaliser                      |                |                                                                                        |      | Chapelle Notre-Dame-des-Marins de Domaine du Grand Macabou             |
| Chapelle Notre-Dame-de-la-Délivrande du Morne-Rouge                    | Le Morne-Rouge    |                  | 14° 46′ 32″ nord, 61° 08′ 08″ ouest | « IA97200198 » |                                                                                        |      | Chapelle Notre-Dame-de-la-Délivrande du Morne-Rouge                    |
| Église Saint-Martin du Morne-Vert                                      | Le Morne-Vert     |                  | 14° 42′ 26″ nord, 61° 08′ 41″ ouest | « IA97202026 » |                                                                                        |      | Image manquante Téléverser                                             |
| Église Saint-Joseph du Prêcheur                                        | Le Prêcheur       |                  | 14° 48′ 05″ nord, 61° 13′ 28″ ouest | « PA97200025 » | Inscrit MH                                                                             | 2012 | Image manquante Téléverser                                             |
| Église Sainte-Rose-de-Lima du Robert                                   | Le Robert         |                  | 14° 40′ 38″ nord, 60° 56′ 20″ ouest |                |                                                                                        |      | Image manquante Téléverser                                             |
| Église Sainte-Jeanne-d’Arc du Vert-Pré                                 | Le Robert         |                  | 14° 41′ 33″ nord, 60° 58′ 23″ ouest |                |                                                                                        |      | Église Sainte-Jeanne-d’Arc du Vert-Pré                                 |
| Chapelle de Pointe-Savane                                              | Le Robert         |                  | à géolocaliser                      |                |                                                                                        |      | Image manquante Téléverser                                             |
| Chapelle Saint-Joseph de Pontaléry                                     | Le Robert         |                  | à géolocaliser                      |                |                                                                                        |      | Image manquante Téléverser                                             |
| Chapelle Saint-Joseph de Pontaléry                                     | Le Robert         |                  | à géolocaliser                      |                |                                                                                        |      | Image manquante Téléverser                                             |
| Chapelle des marins du Vauclin                                         | Le Vauclin        |                  | à géolocaliser                      |                |                                                                                        |      | Image manquante Téléverser                                             |
| Église Saint-Jean-Baptiste du Vauclin                                  | Le Vauclin        |                  | 14° 32′ 46″ nord, 60° 50′ 21″ ouest |                |                                                                                        |      | Image manquante Téléverser                                             |
| Église Saint-Henri des Anses-d'Arlet                                   | Les Anses-d'Arlet |                  | 14° 29′ 27″ nord, 61° 04′ 49″ ouest | « PA00135665 » | Inscrit MH                                                                             | 1995 | Église Saint-Henri des Anses-d'Arlet                                   |
| Église Notre-Dame-de-la-Bonne-Délivrance des Trois-Îlets               | Les Trois-Îlets   |                  | 14° 32′ 19″ nord, 61° 02′ 03″ ouest | « PA00105966 » | Classé MH                                                                              | 1993 | Église Notre-Dame-de-la-Bonne-Délivrance des Trois-Îlets               |
| Église Sainte-Anne de Macouba                                          | Macouba           |                  | 14° 52′ 36″ nord, 61° 08′ 28″ ouest | « IA97201053 » |                                                                                        |      | Image manquante Téléverser                                             |
| Église de l'Immaculée-Conception de Rivière-Pilote                     | Rivière-Pilote    |                  | 14° 29′ 11″ nord, 60° 54′ 22″ ouest |                |                                                                                        |      | Église de l'Immaculée-Conception de Rivière-Pilote                     |
| Église du Saint-Cœur-de-Marie de Josseaud                              | Rivière-Pilote    |                  | 14° 31′ 32″ nord, 60° 52′ 57″ ouest |                |                                                                                        |      | Image manquante Téléverser                                             |
| Église Saint-Louis-Marie-Grignion-de-Monfort de Régale                 | Rivière-Pilote    |                  | 14° 31′ 50″ nord, 60° 55′ 33″ ouest | « EA97200010 » |                                                                                        |      | Image manquante Téléverser                                             |
| Église de Petit Bourg                                                  | Rivière-Salée     |                  | 14° 32′ 48″ nord, 60° 57′ 56″ ouest |                |                                                                                        |      | Image manquante Téléverser                                             |
| Église Saint-Jean-Baptiste de Rivière-Salée                            | Rivière-Salée     |                  | 14° 31′ 40″ nord, 60° 58′ 50″ ouest |                |                                                                                        |      | Image manquante Téléverser                                             |
| Église du Saint-Esprit de Saint-Esprit (Martinique)                    | Saint-Esprit      |                  | 14° 33′ 44″ nord, 60° 56′ 12″ ouest | « PA00135672 » | Inscrit MH                                                                             | 1995 | Image manquante Téléverser                                             |
| Église Saint-Joseph de Saint-Joseph (Martinique)                       | Saint-Joseph      |                  | 14° 40′ 14″ nord, 61° 02′ 18″ ouest |                |                                                                                        |      | Image manquante Téléverser                                             |
| Chapelle Saint-Michel-Archange de la Jambette                          | Saint-Joseph      |                  | à géolocaliser                      |                |                                                                                        |      | Image manquante Téléverser                                             |
| Cathédrale Notre-Dame-de-l'Assomption de Saint-Pierre de la Martinique | Saint-Pierre      |                  | 14° 44′ 26″ nord, 61° 10′ 32″ ouest | « PA00105950 » | Inscrit MH                                                                             | 1995 | Cathédrale Notre-Dame-de-l'Assomption de Saint-Pierre de la Martinique |
| Église Saint-Étienne-du-Centre de Saint-Pierre de la Martinique        | Saint-Pierre      |                  | 14° 44′ 53″ nord, 61° 10′ 36″ ouest |                |                                                                                        |      | Église Saint-Étienne-du-Centre de Saint-Pierre de la Martinique        |
| Église du Fort de Saint-Pierre                                         | Saint-Pierre      |                  | 14° 45′ 02″ nord, 61° 10′ 43″ ouest | « PA00105951 » | Classé MH                                                                              | 2002 | Église du Fort de Saint-Pierre                                         |
| Église Notre-Dame de Sainte-Anne                                       | Sainte-Anne       |                  | 14° 26′ 06″ nord, 60° 52′ 51″ ouest | « PA00105962 » | Inscrit MH Façades et toiture, à l'exception du clocher                                | 1990 | Église Notre-Dame de Sainte-Anne                                       |
| Église Sainte-Lucie de Sainte-Luce                                     | Sainte-Luce       |                  | 14° 28′ 08″ nord, 60° 55′ 10″ ouest |                |                                                                                        |      | Église Sainte-Lucie de Sainte-Luce                                     |
| Église Notre-Dame-de-l'Assomption de Sainte-Marie (Martinique)         | Sainte-Marie      |                  | 14° 47′ 00″ nord, 60° 59′ 34″ ouest |                |                                                                                        |      | Église Notre-Dame-de-l'Assomption de Sainte-Marie (Martinique)         |
| Église Notre-Dame-de-la-Nativité de Schœlcher                          | Schœlcher         |                  | 14° 37′ nord, 61° 06′ ouest         |                |                                                                                        |      | Image manquante Téléverser                                             |
| Église de la Résurrection de Terreville                                | Schœlcher         |                  | 14° 38′ 04″ nord, 61° 05′ 52″ ouest |                |                                                                                        |      | Image manquante Téléverser                                             |
| Chapelle Notre-Dame-du Mont-des-Oliviers de Schœlcher                  | Schœlcher         |                  | à géolocaliser                      |                |                                                                                        |      | Image manquante Téléverser                                             |